# Giardino Perego
Il giardino Perego è un'area verde del centro di Milano.

## Storia
La ricchissima famiglia Perego di Cremnago abitava un palazzo in via Borgonuovo, prolungamento verso Brera di via Monte Napoleone; nel 1778, venuti in possesso degli orti del soppresso monastero di Sant'Erasmo, retrostanti il loro palazzo, fecero costruire un giardino che giungeva fino alla porzione che ne sopravvive oggi. A progettarlo fu Luigi Canonica: era un parco dai viali squadrati, con una grande serra neogotica e una peschiera al centro. Fu Luigi Villoresi, che spesso lavorava con Canonica a riprogettarlo pochi anni dopo dandogli forme più aderenti allo stile inglese, lo stesso che riconosciamo oggi.
Dalla metà del XIX secolo, la costruzione della prima Stazione Centrale e nel XX secolo quella della seconda e attuale, posero problemi viabilistici di collegamento di Porta Nuova con il centro cittadino provocando l'apertura di nuove vie e, nel 1940 intervenne, tra i Perego e il comune di Milano un compromesso per cui una lunga fascia del parco sarebbe diventata l'attuale via dei Giardini e la parte settentrionale, oramai isolata, sarebbe stata acquisita all'uso pubblico. I relativi lavori si conclusero nel 1941.

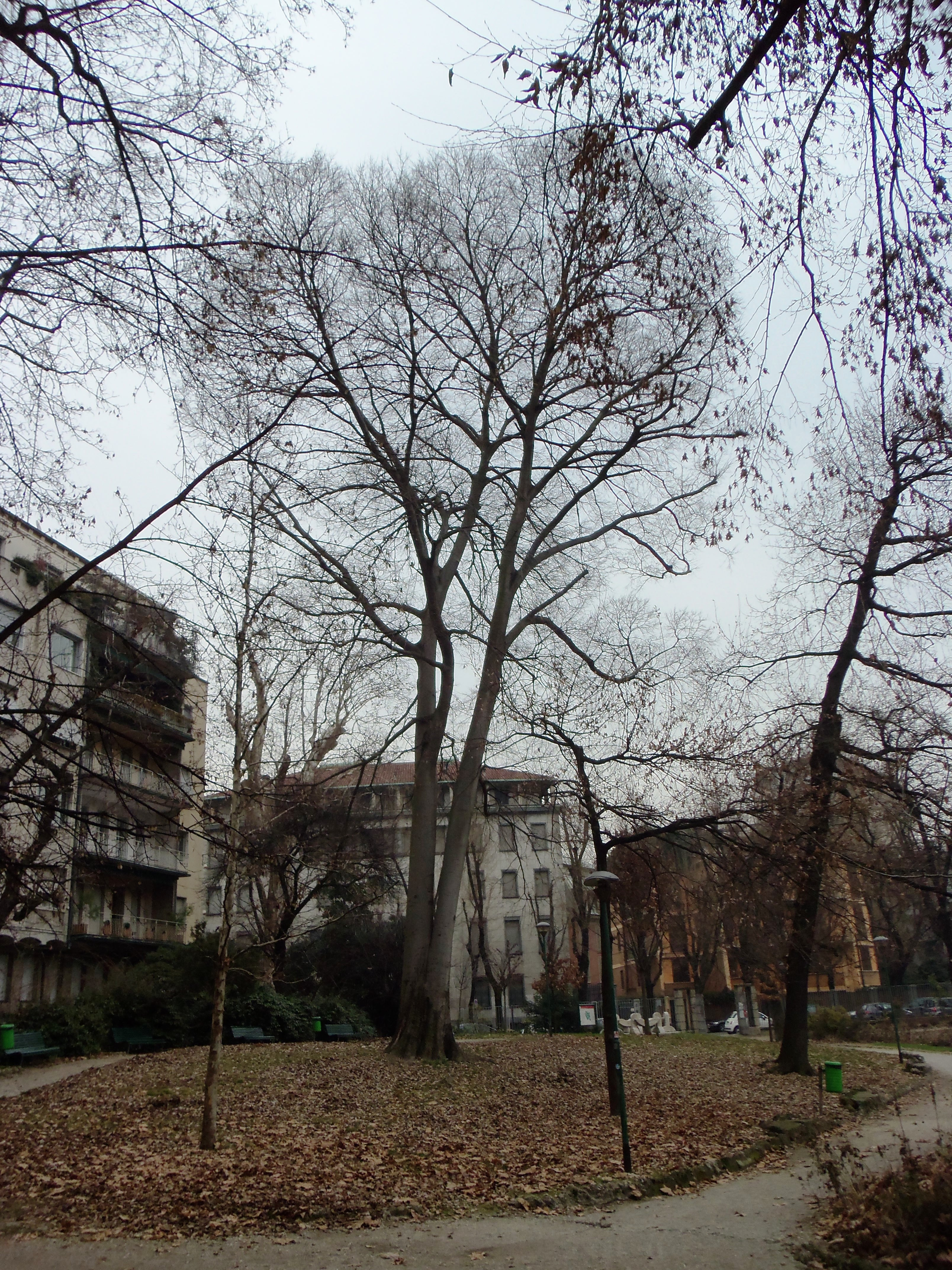
Il bagolaro al centro del giardino

## La flora e l'arredo
Diverse le specie ad alto fusto presenti: acero campestre, albero di Giuda, carpino bianco, farnia, ippocastano, tasso e magnolia, ma tra tutte spicca un bagolaro di grandi proporzioni. Dopo il restyling del 2005 sono stati incrementati gli arbusti da fiore. Non mancano i giochi per i più piccoli e vi è persino un anello di 200 metri per il footing e, ad andatura ragionevole sono ammesse anche le biciclette. Vi è poi una statua settecentesca di Vertunno, il mitico dio dei giardini e della frutta, l'unica lasciata sul posto dai Perego, delle molte che ornavano la loro proprietà.